# Gruppo di NGC 1060
Il Gruppo di NGC 1060 è costituito da almeno sei galassie situate nella costellazione del Triangolo. La distanza media tra il centro di massa di questo gruppo e la nostra Via Lattea è di circa 236 milioni di anni luce (72,5 Mpc).

## Membri
Le galassie componenti il gruppo, indicate nell'articolo di Garcia del 1993 sono elencate nella tabella seguente.
| Nome     | Classificazione | Tipo                   | RA (J2000.0)  | DEC (J2000.0) | Velocità radiale (km/s) | Magnitudine apparente | Distanza (Mpc) | Dimensioni (kal) |
| -------- | --------------- | ---------------------- | ------------- | ------------- | ----------------------- | --------------------- | -------------- | ---------------- |
| NGC 1060 | S0^-?           | Lenticolare            | 02h 43m 15.0s | 32° 25′ 30″   | 5081 ± 13               | 11,8                  | 71,8 ± 5,0     | 196              |
| IC 1823  | SB(r)c          | Spirale barrata        | 02h 38m 37.0s | 32° 04′ 11″   | 5189 ± 7                | 13,5                  | 73,3 ± 5,1     | 163              |
| UGC 2174 | SAB(s)c         | Spirale intermedia     | 02h 42m 05.8s | 32° 22′ 44″   | 5121 ± 3                | 13,91                 | 71,6 ± 5,0     | 164              |
| UGC 2182 | Im              | Irregolare magellanica | 02h 42m 49.6s | 32° 41′ 08″   | 5258 ± 4                | 13,307 ± 0,015a       | 73,5 ± 5,1     | 101              |
| UGC 2222 | Sab             | Spirale                | 02h 45m 09.7s | 32° 59′ 23″   | 5051 ± 25               | 14,15                 | 71,4 ± 5,0     | 83               |
| UGC 2225 | SB?             | Spirale barrata        | 02h 45m 13.5s | 32° 58′ 41″   | 5074 ± 51               | 13,98                 | 71,8 ± 5,6     | 73               |

- a Nell'infrarosso vicino.

Il sito DeepskyLog permette di trovare agevolmente le costellazioni in cui sono situate le galassie; in alternativa si possono utilizzare le coordinate delle galassie per individuarle. Se non altrimenti indicato, le coordinate sono quelle fornite dal sito NASA/IPAC (National Aeronautics and Space Administration / Infrared Processing and Analysis Center).